# Codos
Codos ist ein nordspanischer Ort und eine Gemeinde (municipio) mit 217 Einwohnern (Stand: 2024) im Westen der Provinz Saragossa und der Autonomen Region Aragonien. Der Ort gehört zur bevölkerungsarmen Serranía Celtibérica.

## Lage und Klima
Codos liegt etwa 50 Kilometer (Luftlinie) südwestlich von Saragossa in einer Höhe von 750 m am Río Grío.
Das Klima ist gemäßigt bis warm; der eher spärliche Regen (ca. 467 mm/Jahr) fällt mit Ausnahme der eher trockenen Sommermonate übers Jahr verteilt.

## Bevölkerungsentwicklung
| Jahr      | 1970 | 1981 | 1991 | 2001 | 2011 | 2021 |
| Einwohner | 592  | 355  | 329  | 285  | 251  | 237  |

Die Mechanisierung der Landwirtschaft, die Aufgabe bäuerlicher Kleinbetriebe und der damit verbundene Verlust von Arbeitsplätzen führten seit der Mitte des 20. Jahrhunderts zu einem deutlichen Rückgang der Bevölkerung (Landflucht).

## Sehenswürdigkeiten
- Kirche

## Persönlichkeiten
- Miguel Blasco (1713–1771), Missionar in Neugranada